# 23 января
23 января — 23-й день года  по григорианскому календарю.
До конца года остаётся 342 дня (343 дня в високосные годы).
До 15 октября 1582 года — 23 января по юлианскому календарю, с 15 октября 1582 года — 23 января по григорианскому календарю.
В XX и XXI веках соответствует 10 января по юлианскому календарю.

## Праздники и памятные дни

### Национальные
- Китайская Республика (Тайвань) — Всемирный день свободы

### Религиозные
Католицизм
 — Память святой Марианны Коуп;
 — память Апа Коха;
 — память Эмеренцианы.
 Православие
 — Память святителя Григория Нисского, епископа Нисского (395);
 — память преподобного Дометиана, епископа Мелитинского (601);
 — память преподобного Маркиана Константинопольского, пресвитера (V в.);
 — память преподобного Павла Комельского (Обнорского) (1429);
 — память святителя Феофана, затворника Вышенского (1894);
 — память преподобного Антипы Валаамского (Афонского) (1882);
 — память священномученика Зиновия Сутормина пресвитера (1920);
 — память священномученика Петра Успенского, пресвитера (1930);
 — память священномученика Анатолия (Грисюка), митрополита Одесского (1938);
 — память блаженной Феосевии (Феозвы), диаконисы, сестры святителя Григория Нисского;
 — память преподобного Макария Писемского (XIV в.).

### Именины
- Католические: Апа, Марианна, Эмерентиана
- Православные: Аммоний, Анатолий, Антипа, Арсения, Григорий, Дометиан, Зиновий, Маркиан, Макарий, Павел, Пётр, Феозва (Феосевия), Феофан

## События
См. также: Категория:События 23 января

### До XIX века
- 1264 - заключена Амьенская миза, которая привела к Второй баронской войне.
- 1556 — землетрясение в Шэньси (Китай). Погибли примерно 830 тысяч человек. Это самое смертоносное землетрясение в истории.
- 1573 — Ливонская война: бой близ замка Лоде (на территории современной Эстонии), победа шведов над русскими.
- 1579 — заключена Утрехтская уния — объединение северных провинций Нидерландов против Испании.
- 1656 — опубликовано первое из «Писем к провинциалу» Блеза Паскаля
- 1755 — императрица Елизавета Петровна подписала указ об учреждении в Москве первого российского университета, по проекту М. В. Ломоносова и графа И. И. Шувалова.
- 1793 — второй раздел Речи Посполитой между Российской империей и Пруссией.
- 1795 — захват голландского флота в Ден-Хелдере французами.

### XIX век
- 1846 — Ахмад I ибн Мустафа отменил рабство в Тунисе.
- 1849 — в городе Дженива, штат Нью-Йорк, впервые в истории США женщине вручили диплом врача. Его обладательницей стала Элизабет Блэкуэлл, урождённая англичанка.
- 1870 — резня на реке Марайас.
- 1881 — состоялась премьера оперы П. И. Чайковского «Евгений Онегин» на сцене московского Большого театра.
- 1895 — впервые на берег Антарктиды сошли люди — капитан и пассажир норвежского промыслового судна «Антарктик».

### XX век
- 1912 — В Гааге подписана Международная опиумная конвенция, первое международное соглашение о контроле наркотических средств.
- 1918 — Вышел декрет СНК РСФСР «Об отделении церкви от государства и школы от церкви»[5].
- 1924 — траурный поезд, ведомый паровозом У127, привёз на Павелецкий вокзал Москвы тело В. И. Ленина.
- 1942 — Принято постановление «Об устройстве детей, оставшихся без родителей».
- 1943 — Советскими войсками был освобождён Ставропольский край
- 1944 — Постановлением ГКО № 5020 сс от 23 января 1944 г. на вооружение РККА был принят танк Т-34-85.
- 1945 — Антикоммунистическое восстание Коплику в Албании.
- 1950 — Иерусалим провозглашён столицей Израиля.
- 1954 — 14 тысяч военнопленных Корейской войны вернулись на Тайвань.
- 1958 — После массовых протестов президент Перес Хименес принял решение покинуть охваченный волнениями Каракас.
- 1960 — Жак Пикар и Дон Уолш на батискафе «Триест» опустились на дно Марианской впадины, достигнув рекордной глубины 10 916 м.
- 1964 — Двадцать четвёртая поправка к Конституции США ратифицирована Конгрессом.
- 1966 — Вблизи аэродрома Лахта разбился Ан-8, 25 человек погибли.
- 1967
  - Установлены дипломатические отношения между СССР и Берегом слоновой кости.
  - Основан город Милтон-Кинс на юго-востоке Англии.
- 1968 — Войсками Северной Кореи захвачено американское шпионское судно USS Pueblo.
- 1982 — Самолёт DC-10 авиакомпании World Airways вылетел за пределы взлетно-посадочной полосы в международном аэропорту Логан в Бостоне, и упал в Бостонский залив. Два человека на борту погибли[6].
- 1997 — Мадлен Олбрайт стала первой в истории женщиной на посту Государственного секретаря США.

### XXI век
- 2001
  - Групповое самосожжение на площади Тяньаньмэнь в Пекине.
  - Попытка угона рейса 448. Ранен бортинженер.
- 2002 — в Карачи (Пакистан) похищен американский журналист Дэниел Перл (убит 1 февраля).
- 2003 — получен последний сигнал от автоматической межпланетной станции НАСА «Пионер-10».
- 2005 — в Киеве состоялась инаугурация третьего Президента Украины Виктора Ющенко.
- 2012 — Сенат Франции принял законопроект о криминализации отрицания геноцида армян[7].
- 2018 — землетрясение в заливе Аляска магнитудой 7.9.
- 2019 — председатель Национальной ассамблеи Венесуэлы Хуан Гуайдо объявил себя исполняющим обязанности президента Венесуэлы.
- 2020: 
  - Всемирная организация здравоохранения объявила, что пандемия COVID-19 является чрезвычайной ситуацией в области общественного здравоохранения, имеющей международное значение.
  - Катастрофа EC-130 под Коомой[англ.].
- 2021 — протесты во многих городах России и мира в поддержку арестованного Алексея Навального.

## Родились
См. также: Категория:Родившиеся 23 января

### До XIX века
- 1600 — Александр Кейринкс (ум. 1652), фламандский художник эпохи барокко.
- 1734 — Вольфганг фон Кемпелен (ум. 1804), австрийский и венгерский изобретатель автоматических машин.
- 1737 — Джон Хэнкок (ум. 1793), один из лидеров Американской революции, первый губернатор штата Массачусетс.
- 1752 — Муцио Клементи (ум. 1832), итальянский композитор, пианист и педагог.
- 1782 — Георгиос Караискакис (уб. 1827), греческий военачальник периода Войны за освобождения Греции, главнокомандующий войсками континентальной Греции.
- 1783 — Стендаль (настоящее имя Мари-Анри Бейль; ум. 1842), французский писатель, один из основоположников психологического романа.
- 1785 — Карл Адольф Агард (ум. 1859), шведский ботаник, альголог, теолог, энциклопедист.
- 1786 — Огюст Монферран (ум. 1858), российский архитектор французского происхождения, автор Исаакиевского собора и Александровской колонны в Санкт-Петербурге.

### XIX век
- 1820 — Александр Серов (ум. 1871), русский композитор и музыкальный критик, отец художника Валентина Серова.
- 1821 — Степан Славутинский (ум. 1884), русский писатель, беллетрист.
- 1832 — Эдуар Мане (ум. 1883), французский художник, один из основоположников импрессионизма.
- 1839 — Владимир Мещерский (ум. 1914), русский писатель, публицист, издатель журнала «Гражданин».
- 1840 — Эрнст Аббе (ум. 1905), немецкий физик-оптик, астроном, изобретатель.
- 1857 — Андрей Мохоровичич (ум. 1936), хорватский геофизик и сейсмолог.
- 1862 — Давид Гильберт (ум. 1943), немецкий математик.
- 1867 — Сергий (в миру Иван Страгородский; ум. 1944), 12-й Патриарх Московский и всея Руси (с 1943).
- 1870 — Уильям Джордж Морган (ум. 1942), американский преподаватель, изобретатель волейбола.
- 1872 — Йоже Плечник (ум. 1957), словенский архитектор, градостроитель.
- 1886 — Афанасий Селищев (ум. 1942), советский языковед-славист.
- 1893 — Фриц Бааде (ум. 1974), немецкий экономист.
- 1897
  - Ева Симонайти́те (ум. 1978), литовская советская писательница.
  - Маргарете Шютте-Лихоцки (ум. 2000), первая австрийская женщина-архитектор.

### XX век
- 1901 — Станислав Калесник (ум. 1977), советский учёный-географ, академик АН СССР.
- 1903 — Григорий Александров (при рожд. Мормоненко; ум. 1983), кинорежиссёр, актёр, сценарист, народный артист СССР.
- 1904 — Моше Цви Сегаль (ум. 1984), израильский раввин, общественный деятель.
- 1907 — Хидэки Юкава (ум. 1981), японский физик-теоретик, первый японец, получивший Нобелевскую премию (1949).
- 1910 — Джанго Рейнхардт (ум. 1953), гитарист-виртуоз, один из основателей цыганского джаза.
- 1912 — Борис Покровский (ум. 2009), оперный режиссёр, педагог, публицист, народный артист СССР.
- 1915 — Артур Льюис (ум. 1991), британский экономист, лауреат Нобелевской премии (1979).
- 1919 — Боб Пейсли (ум. 1996), английский футболист и футбольный тренер.
- 1923
  - Жак Вильфрид (ум. 1988), французский режиссёр, сценарист, продюсер, автор диалогов.
  - Валентина Ковель (ум. 1997), актриса театра и кино, народная артистка СССР.
- 1928
  - Эудженио Монти (покончил с собой 2003), итальянский бобслеист, двукратный олимпийский чемпион, многократный чемпион мира.
  - Жанна Моро (ум. 2017), французская актриса театра и кино, певица, кинорежиссёр, сценарист, продюсер.
- 1929 — Филарет (в миру Михаил Денисенко), патриарх Киевский и всея Руси-Украины (УПЦ КП) (с 1995).
- 1930 — Дерек Уолкотт (ум. 2017), британский поэт и драматург, уроженец Сент-Люсии, лауреат Нобелевской премии (1992).
- 1935 — Георгий Голицын, советский и российский геофизик, специалист по физике атмосферы и океана, теории климата, академик АН СССР и РАН.
- 1937 — Марко Турина, швейцарский кардиохирург хорватского происхождения.
- 1938 — Анатолий Марченко (ум. 1986), советский правозащитник, писатель-диссидент, политзаключённый.
- 1938 — Георг Базелиц (наст. имя Ханц-Георг Керн), немецкий скульптор, график и живописец-неоэкспрессионист.
- 1942 —  Пунсалмаагийн Очирбат (ум. 2025), монгольский государственный деятель, 1-й президент Монголии (1990—1997), Председатель Великого народного хурала МНР (1990).
- 1944
  - Сергей Белов (ум. 2013), советский баскетболист, олимпийский чемпион (1972), двукратный чемпион мира, тренер.
  - Рутгер Хауэр (ум. 2019), нидерландский актёр театра и кино, кинорежиссёр, сценарист, лауреат «Золотого глобуса».
- 1946
  - Борис Березовский (ум. 2013), российский учёный, предприниматель, политический деятель.
  - Владимир Фортов (ум. 2020), советский и российский физик, академик, в 2013—2017 гг. президент РАН.
- 1947 — Александр Иншаков, советский и российский киноактёр, кинорежиссёр, сценарист, продюсер, каскадёр, певец.
- 1950 — Ричард Дин Андерсон, американский актёр и продюсер.
- 1957 — Каролина, принцесса Монако, старшая дочь князя Ренье III и голливудской кинозвезды Грейс Келли.
- 1968 — Альберт Потапкин, советский и российский рок-музыкант, участник групп «Наутилус Помпилиус», «Агата Кристи», «Ночные снайперы», «Аквариум» и др.
- 1969 
  - Андрей Канчельскис, советский и российский футболист и футбольный тренер.
  - Брендан Шэнахэн, канадский хоккеист, олимпийский чемпион, чемпион мира, трёхкратный обладатель Кубка Стэнли.
- 1974 — Тиффани Тиссен, американская актриса кино и телевидения, продюсер и режиссёр.
- 1977 
  - Тим Брэбентс, британский гребец-байдарочник, олимпийский чемпион (2008).
  - Ольга Шелест, российская теле- и радиоведущая, журналистка, актриса.
- 1984 — Арьен Роббен, нидерландский футболист, призёр чемпионатов мира и Европы.
- 1985 — Даутцен Крус, нидерландская супермодель.
- 1987 — Лео Комаров (Леонид Комаров), финский и российский хоккеист, олимпийский чемпион (2022) и чемпион мира (2011).
- 1998 — XXXTentacion (наст. имя Джасей Онфрой; убит в 2018), американский певец, автор песен, музыкант.

## Скончались
См. также: Категория:Умершие 23 января

### До XIX века
- 1516 — Фердинанд II (р. 1452), король Кастилии (с 1475), Арагона, Сицилии (с 1479) и Неаполя (с 1503), супруг и соправитель Изабеллы Кастильской.
- 1766 — Уильям Кэзлон[англ.] (р. 1692 или 1693), английский оружейник и гравёр, создатель шрифтов.

### XIX век
- 1810 — Иоганн Вильгельм Риттер (р. 1776), немецкий химик и физик, открывший ультрафиолетовое излучение.
- 1812 — Джованни Пиндемонте (р. 1751), итальянский поэт и драматург.
- 1837 — Джон Филд (р. 1782), ирландский композитор.
- 1856 — Николай Надеждин (р. 1804), русский журналист, литературный критик, издатель журнала «Телескоп».
- 1870 — Александр Вельтман (р. 1800), российский писатель, археолог, историк, фольклорист, топограф.
- 1879 — Никанор Чернецов (р. 1805), русский живописец.
- 1883 — Гюстав Доре (р. 1832), французский гравёр, иллюстратор и живописец.
- 1888 — Эжен Лабиш (р. 1815), французский писатель-романист и драматург.

### XX век
- 1902
  - Алексей Кожевников (р. 1836), врач-психиатр, один из основоположников невропатологии в России.
  - Иван Мушкетов (р. 1850), русский геолог, географ, путешественник.
- 1912 — Вукол Лавров (р. 1852), русский журналист, переводчик.
- 1921 — Николай Леонтович (р. 1877), украинский композитор и хоровой дирижёр, общественный деятель, педагог.
- 1931 — Анна Павлова (р. 1881), русская артистка балета, одна из величайших балерин XX века.
- 1933 — Аполлинарий Васнецов (р. 1856), русский живописец и график, искусствовед.
- 1934 — Фриц Милькау (р. 1859), немецкий библиотековед и филолог.
- 1944
  - Виктор Гусев (р. 1909), русский советский поэт, переводчик, драматург, сценарист.
  - Эдвард Мунк (р. 1863), норвежский живописец и график, представитель экспрессионизма.
- 1947 — Пьер Боннар (р. 1867), французский художник-импрессионист («Осень. Сбор фруктов» и др.).
- 1956
  - Александр Корда (наст. имя Шандор Ласло Келльнер; р. 1893), британский кинорежиссёр и продюсер венгерского происхождения, создатель кинокомпании «Лондон филмз».
  - Даниэль Сваровски (р. 1862), основатель австрийской хрустальной империи Swarovski.
- 1957 — Рэй Каммингс (р. 1887), американский писатель, автор более 750 повестей и рассказов.
- 1962 — Павел Усовниченко (р. 1913), советский актёр театра и кино.
- 1963 — Юзеф Гославский (р. 1908), польский скульптор и медальер.
- 1969 — Евгений Деммени (р. 1898), актёр, режиссёр, теоретик и историк кукольного театра, заслуженный артист РСФСР.
- 1976 — Поль Робсон (р. 1898), американский негритянский певец-бас, актёр, общественный деятель.
- 1980 — Лиль Даговер (р. 1887), немецкая актриса театра и кино.
- 1981
  - Сэмюэл Барбер (р. 1910), американский композитор и музыковед.
  - Роман Руденко (р. 1907), юрист, обвинитель от СССР на Нюрнбергском процессе, Генеральный прокурор СССР.
- 1986 — Йозеф Бойс (р. 1921), немецкий художник, один из главных теоретиков постмодернизма.
- 1989 — Сальвадор Дали (р. 1904), испанский художник-сюрреалист, живописец, график, скульптор, режиссёр, писатель.
- 1993 — Евгений Винокуров (р. 1925), русский советский поэт, переводчик, педагог.
- 1994 — Николай Огарков (р. 1917), начальник Генштаба Вооружённых Сил СССР (1977—1984), Маршал Советского Союза, Герой Советского Союза.

### XXI век
- 2002
  - Пьер Бурдьё (р. 1930), французский социолог и философ, создатель теории социального поля.
  - Роберт Нозик (р. 1938), американский философ-минархист.
- 2004
  - Василий Митрохин (р. 1922), бывший сотрудник архивного отдела Первого главного управления КГБ СССР, крупнейший советский перебежчик.
  - Хельмут Ньютон (р. 1920), немецкий и австралийский фотограф и фотохудожник.
- 2005 — Юлий Карасик (р. 1923), советский кинорежиссёр и сценарист, народный артист РСФСР.
- 2010 — Леонид Нечаев (р. 1939), советский, белорусский и российский кинорежиссёр, писатель, народный артист РФ.
- 2011 — Вячеслав Шумский (р. 1921), кинооператор, народный артист РСФСР, лауреат Ленинской премии.
- 2015 — Абдалла ибн Абдул-Азиз Аль Сауд (р. 1924), король Саудовской Аравии (2005—2015), миллиардер.
- 2021
  - Альберто Гримальди (р. 1925), итальянский кинопродюсер.
  - Ларри Кинг (наст. имя Лоренс Харви Зейгер; р. 1933), американский тележурналист, ведущий ток-шоу «Larry King Live».
  - Хэл Холбрук (наст. имя Гарольд Роув Холбрук мл.; р. 1925), американский актёр, лауреат премии «Тони» и четырёх «Эмми».
- 2023 — Альваро Колом Кабальерос (р. 1951), президент Гватемалы (2008—2012).
- 2025 — Джон Морган (р. 1930), американский бизнесмен и яхтсмен; чемпион Олимпийских игр 1952 года в парусном спорте.

## Народный календарь, приметы и фольклор Руси
Григорий Летоуказник. Маркиян.
- В старину примечали — каков Григорий, таково лето.
- Иней на стогах и скирдах сулил мокрое и холодное лето.
- Если ветер с юга — быть грозному лету.
- Деревья в инее — небо будет синее[8].